# Coeroenie (plaats)
Coeroeni is een dorp in het ressort Coeroeni in het westen van het district Sipaliwini in Suriname. In het dorp wonen inheemsen van het volk Trio, van de subgroep Aramayana, ook wel het bijenvolk genoemd. 
In 2007 werd een kliniek geopend die wordt bezet door een roulerend team van verpleegsters uit Kwamalasamoetoe. Het dorp heeft geen school en had in 2007 35 inwoners. Sinds november 2019 is het dorp 24 uur per dag aangesloten op elektriciteit dat met zonnepanelen wordt opgewekt.
In 1959 werd de Coeroenie Airstrip aangelegd in het kader van Operation Grasshopper om de minerale grondstoffen in het gebied in kaart te brengen. In 1965 werd dicht bij de airstrip een kamp gebouwd voor arbeiders die een stuw zouden gaan bouwen. Voor permanente bewoning was het dorp toen nog niet bedoeld. Op 12 december 1967 landden vier mannen van de gewapende Guyanese politie die de arbeiders opdroegen het gebied te verlaten, wat het begin van het Tigri-conflict markeert. Coeroenie werd daarna een militaire grenspost van het Surinaamse leger, maar die werd in 1968 weer ontbonden. 
In 1995 verhuisde een kleine groep mensen uit Kwamalasamoetoe naar de achtergelaten Bruynzeelwoningen. In 2001 of 2002 zond granman Asongo Alalaparoe een kapitein met zijn familie naar het dorp.    
Sinds november 2019 is er elektriciteit in het dorp dat geleverd wordt door zonnepanelen.
Alalapadoe · Amatopo · Anapi · Atipakondre · Coeroenie · Kasjoe-eiland · Kwamalasamoetoe · Lucie · Sakuru · Sipaliwinisavanne · Vier Gebroeders